# Bushel

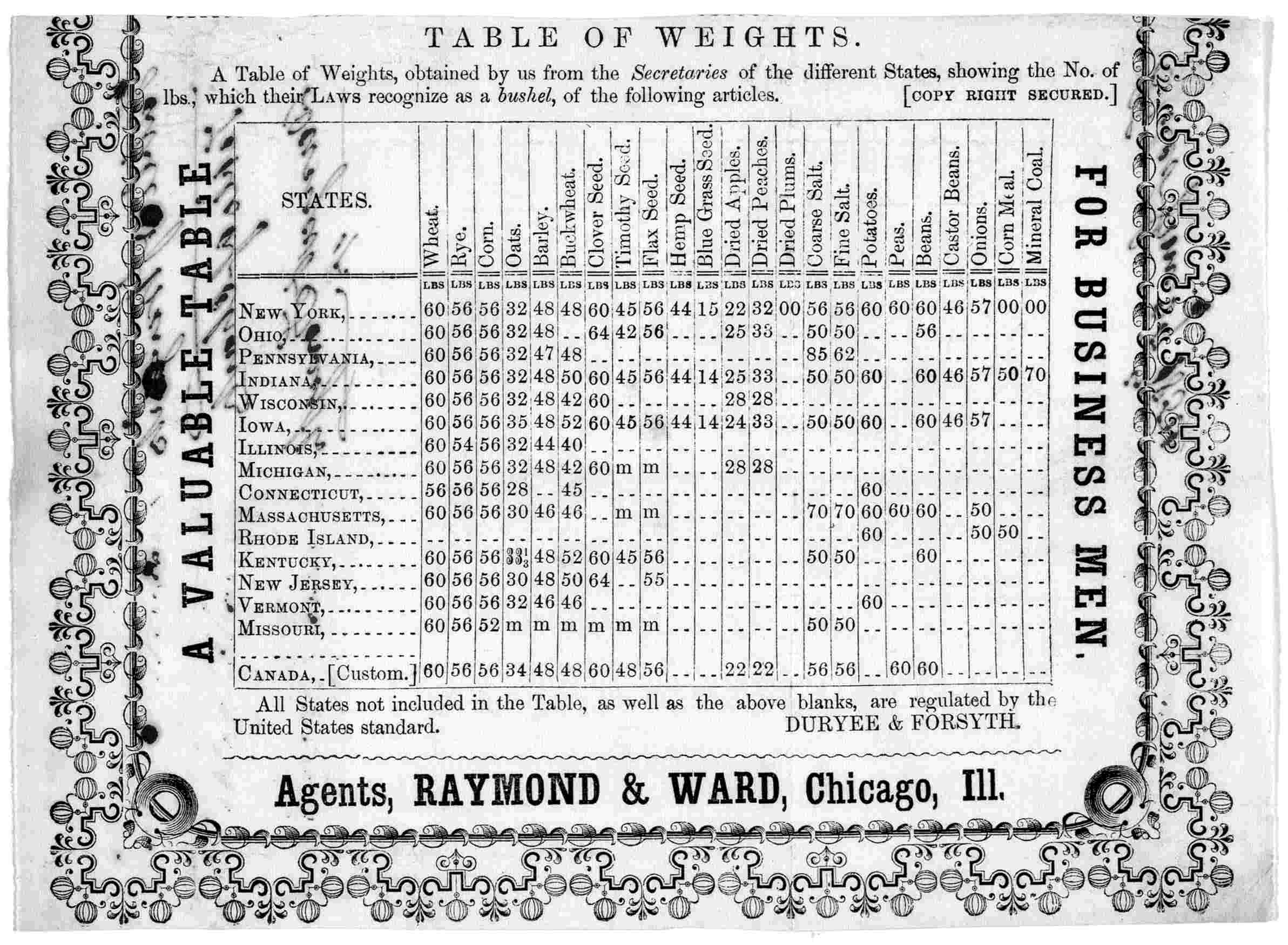
Een tabel met gewichten van de secretaries van de verschillende Staten, met het aantal ponden dat hun wetten erkennen als een schepel van verschillende artikelen, ca. 1854

Bushel is een Engelse inhoudsmaat met eenheidssymbool bu.
1 bu = 8 (V.K.) gal ≈ 36,3687 l = 3,63687 × 10−2 m3.
Bushel is geen SI-eenheid en wordt gebruikt op agrarische termijnmarkten voor onder andere tarwe. In de VS en in de Engelse koloniën hanteert men de gelijk ingedeelde oude of Winchester-bushel:
1 bu = 35,24 l
Men rekent: 33 Winchester bushel = 32 imperiale bushel.